# Шостак, Александр Андреевич
Александр Андреевич Шо́стак (1812—1871) — одесский полицмейстер (1839—1841 гг.), наказной атаман Дунайского казачьего войска (1847—1854 гг.), военный комендант Одессы (1854—1871 гг.), генерал-лейтенант Русской императорской армии.

## Биография
Шостак Александр Андреевич поступил на службу в полицию. В 1839 году полковник Шостак был назначен одесским полицмейстером. На этом посту он пребывал всего несколько лет, но за это короткое время одесситы успели искренне полюбить его.
А. А. Шостак принимал участие в военных кампаниях русско-турецкой войны 1828—1829 гг. и в подавлении польского восстания в 1830—1831 гг.
Первое документальное упоминание о Шостаке - полицейском восходит к 1834 году. Именно с этом году он отмечен как исполняющий обязанности одесского полицмейстера на временной основе.
С 1844 по 1846 годы полковник Шостак служил чиновником по особым поручениям при новороссийском и бессарабскому генерал-губернаторе, а в 1847 г. был назначен на должность наказного атамана Дунайского казачьего войска.
На Дунайское войска возлагались обязанности охраны внешних границ в районе Дуная, а также поддержание полицейского порядка в Одессе, Аккермане, Херсоне и Херсонском уезде. Войско подчинялось офицеру регулярных войск, а тот, в свою очередь, отчитывался перед генерал-губернатором. Местное управление войска составляли: приказный атаман, военное правление, комиссия военного суда и станичного правления. Полицейское и хозяйственное правление станиц было вверено станичным старшинам.
Наказной атаман Шостак командовал войском, придерживаясь общей линии своих предшественников. Он продолжил процесс развития станиц, работал над улучшением внутренней дисциплины, открыл временный военный казацкий госпиталь в Аккермане.
Но несмотря на большое количество обязанностей, А. А. Шостак не забывал о своей слабости — охоте. Он часто приглашал своих друзей, среди которых были как военные, так и исключительно гражданские люди, на дунайские острова для грандиозной охоты на диких коз, лисиц и зайцев. Это было настолько впечатляющим, что становилось на долгие годы предметом обсуждения и воспоминаний для местных жителей.
В 1854 г., в период Крымской войны Шостака, который 6 декабря 1851 г. был произведен в генерал-майоры, назначили военным комендантом г. Одессы. Находясь на этой должности до самой смерти в 1871 г., он параллельно занимался благотворительной деятельностью. В частности, в 1854—1868 гг. он был одним из директоров Одесского попечительского комитета о тюрьмах.
19 апреля 1864 г. был произведен в генерал-лейтенанты.
Скончался 26 февраля 1871 г. в Кишинёве.